# Сайншанд
Сайншанд (на монголски: Сайншанд) е административният център на аймак Дорно Гови в Монголия. Намира се в източната степ на пустинята Гоби, на линията на Трансмонголската железница.

## География
Северната и южната част са разделени от редица хълмове. Основните институции на аймак Дорно Гови се намират в южната част на града.

### Население
Градът има население от 25 450 души (според преброяването от 2021 г.), 19 548 (към 2006 г., приблизително), 19 891 (към 2008 г., приблизително).
Населението на северната част е 4944 души в края на 2006 г. и 4822 души в края на 2008 г. Населението на южната част е 12 687 души в края на 2006 г. и 13 463 души в края на 2008 г.

## Забележителности
Възстановеният будистки манастир Хамарин хийд е на 30 км южно от града. В него се помещава музей, посветен на монашеската и литературна фигура от XIX век Данзанравджа, виден лидер на школата Нингма (Червената шапка) на тибетския будизъм.

## Климат
Климатът в Сайншанд е пустинен, с дълги, много сухи и много студени зими и къси, горещи лета.
| Климатична таблица         | Климатична таблица | Климатична таблица | Климатична таблица | Климатична таблица | Климатична таблица | Климатична таблица | Климатична таблица | Климатична таблица | Климатична таблица | Климатична таблица | Климатична таблица | Климатична таблица | Климатична таблица |
| Месеци                     | яну.               | фев.               | март               | апр.               | май                | юни                | юли                | авг.               | сеп.               | окт.               | ное.               | дек.               | Годишно            |
| -------------------------- | ------------------ | ------------------ | ------------------ | ------------------ | ------------------ | ------------------ | ------------------ | ------------------ | ------------------ | ------------------ | ------------------ | ------------------ | ------------------ |
| Източник: NOAA (1961-1990) |                    |                    |                    |                    |                    |                    |                    |                    |                    |                    |                    |                    |                    |

## Транспорт
Железопътната гара на Трансмонголската железница се намира в северната част на града.